# August Dvorak
August Dvorak (* 5. Mai 1894; † 10. Oktober 1975) war ein US-amerikanischer Psychologe und Professor für Pädagogik an der University of Washington in Seattle, Washington.
Er und sein Schwager William Dealey sind durch die Entwicklung des Dvorak-Tastaturdesigns in den 1930er Jahren bekannt geworden. Die Dvorak-Tastatur ist als Ersatz für die (englische) QWERTY-Tastatur konzipiert, die auf rein technischen Anforderungen beruht. Dvoraks Tastaturlayout beruht demgegenüber auf dem Prinzip, dass die (im Englischen) meist gebrauchten Buchstaben auch am leichtesten erreichbar sein müssen. In den 1940er Jahren entwarf Dvorak eine Tastatur, die mit einer Hand bedient werden kann.
Dvorak hat zusammen mit Dealey, Nellie Merrick und Gertrude Ford das Buch Typewriting Behavior geschrieben, das 1936 publiziert wurde. Das Buch ist ein tiefgehender Bericht über die Psychologie und Physiologie des Tippens.
Dvorak war ein entfernter Verwandter des tschechischen Komponisten Antonín Dvořák. Die Aussprache wurde jedoch anglisiert und die diakritischen Zeichen entfielen. Der Komponistenname wird wegen des Hatscheks über dem „r“ richtigerweise [ˈdvɔr̝aːk] ausgesprochen. August Dvoraks Familienname wird in den Vereinigten Staaten [ˈdvɔɹæk] ausgesprochen.